# Yellowstonefallen

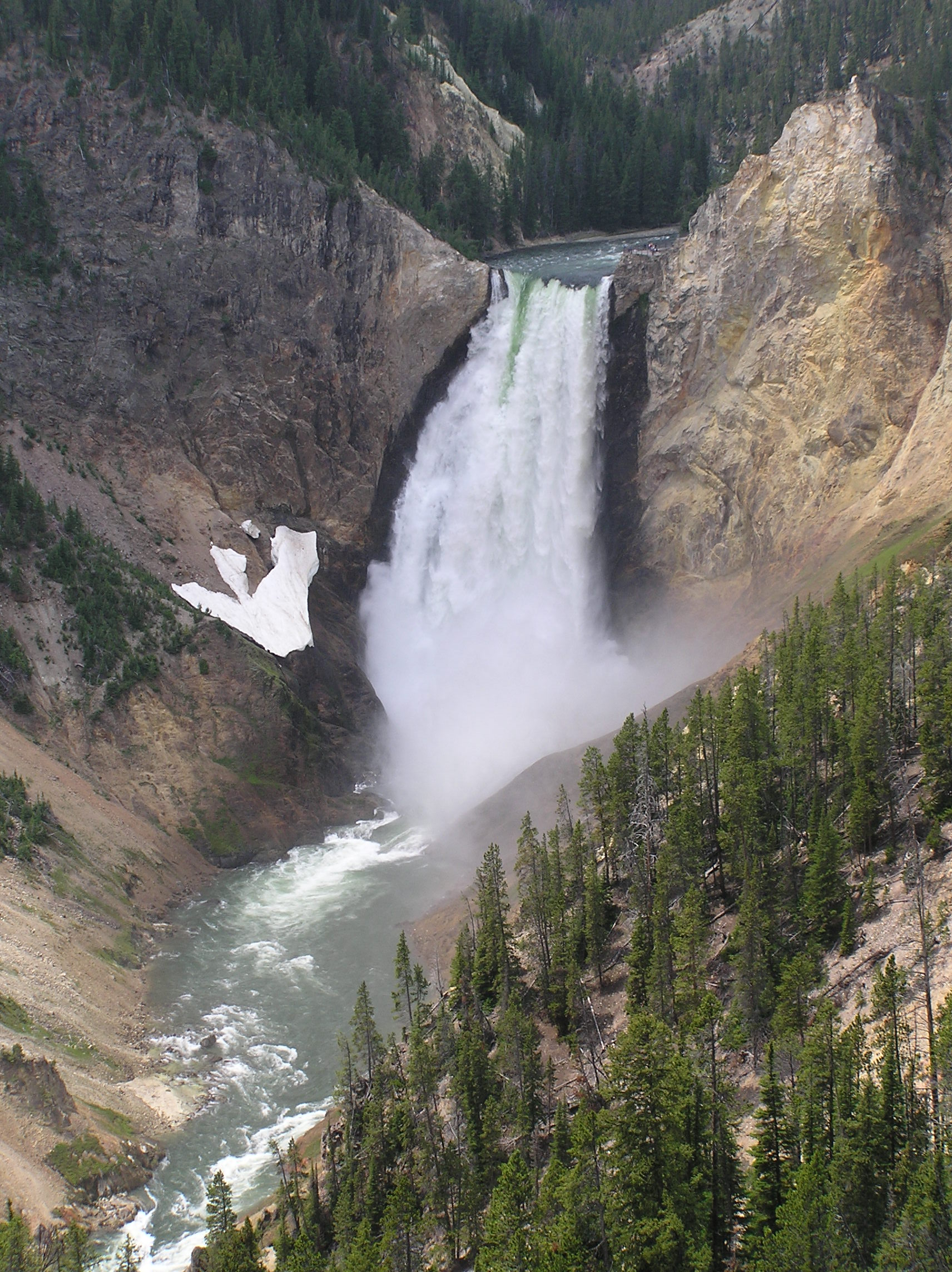
Yellowstonefallen

Yellowstonefallen består av två större vattenfall i Yellowstonefloden. Fallen är belägna i Yellowstone nationalpark, Wyoming, USA.